# Управление космических ядерных силовых установок
Управление космических ядерных силовых установок США (англ. Space Nuclear Propulsion Office, SNPO) —  правительственное агентство США, созданное в 1961 году в ответ на желание Центра космических полетов имени Маршалла НАСА изучить использование ядерных тепловых ракет в деятельности НАСА по исследованию космоса.

## Предыстория и основание
Поскольку проект «Ровер» (Project Rover) находился под эгидой Комиссии по атомной энергии США, необходимо было найти способ для НАСА и Комиссии по атомной энергии разделить эту большую, дорогую и засекреченную программу.  В частности, Лос-Аламосская национальная лаборатория разрабатывала технологию для использования НАСА.
«Программный офис» был создан в Вашингтоне при исполнительной власти правительства США. Директором офиса был Гарри Фингер (Harry Finger), сотрудник исполнительной власти. Заместителем директора был назначен Милтон Кляйн (Milton Klein), сотрудник Комиссии по атомной энергии. Остальной персонал нового управления, примерно двадцать человек, представлял собой сочетание сотрудников НАСА и Комиссии по атомной энергии. В их обязанности входило планирование и оценка программ и ресурсов, обоснование и распределение программных ресурсов, определение и контроль общих требований программы, мониторинг и отчетность о прогрессе и проблемах руководству НАСА и Комиссии по атомной энергии, а также подготовка показаний Конгрессу.

## Деятельность
Перед управлением была поставлена задача по созданию программы ядерных тепловых ракет NERVA, и сразу после создания управления она выбрала Aerojet и Westinghouse в качестве основных подрядчиков NERVA. Управление также выбрало подрядчиков для строительства реакторов и испытательных установок для топлива и направило финансирование от НАСА на неядерные компоненты, разработку систем двигателей, а также проектирование и строительство испытательных установок для двигателей.
Также существовало три полевых отделения управления: 
1. Отделение Кливленда (Cleveland extension, SNPO-C), расположенное в Льюисском исследовательском центре НАСА, отвечало за управление разработкой технологий двигателей NERVA[4], включая деятельность промышленных подрядчиков и строительство новых испытательных стендов NERVA на испытательном полигоне в Неваде[5].
2. Отделение Невады (Nevada Extension, SNPO-N) управляло деятельностью испытательного полигона[6].
3. Отделение Альбукерке (Albuquerque Extension, SNPO-A) обеспечивало связь с Лос-Аламосской национальной лабораторией, которая разрабатывала исследовательские программы реакторов Kiwi и Phoebus[7].

Лос-Аламосская лаборатория работала над реакторами со все более высокими температурами и мощностью, а также над нетривиальной проблемой коррозии топлива. Управление также имело право выбирать техническое направление развития KIWI и Phoebus в Лос-Аламосской национальной лаборатории.

## Последние годы и роспуск
Фингер покинул управление в начале 1969 года и стал заместителем администратора НАСА по организации и управлению. Его сменил Милтон Кляйн. Управление прекратило свое существование в 1972 году, когда администрация Никсона завершила программу NERVA.

## Внешние ссылки
- Nuclear Space Propulsion: NPO 1968 на YouTube